# 沃尔夫冈·许塞尔

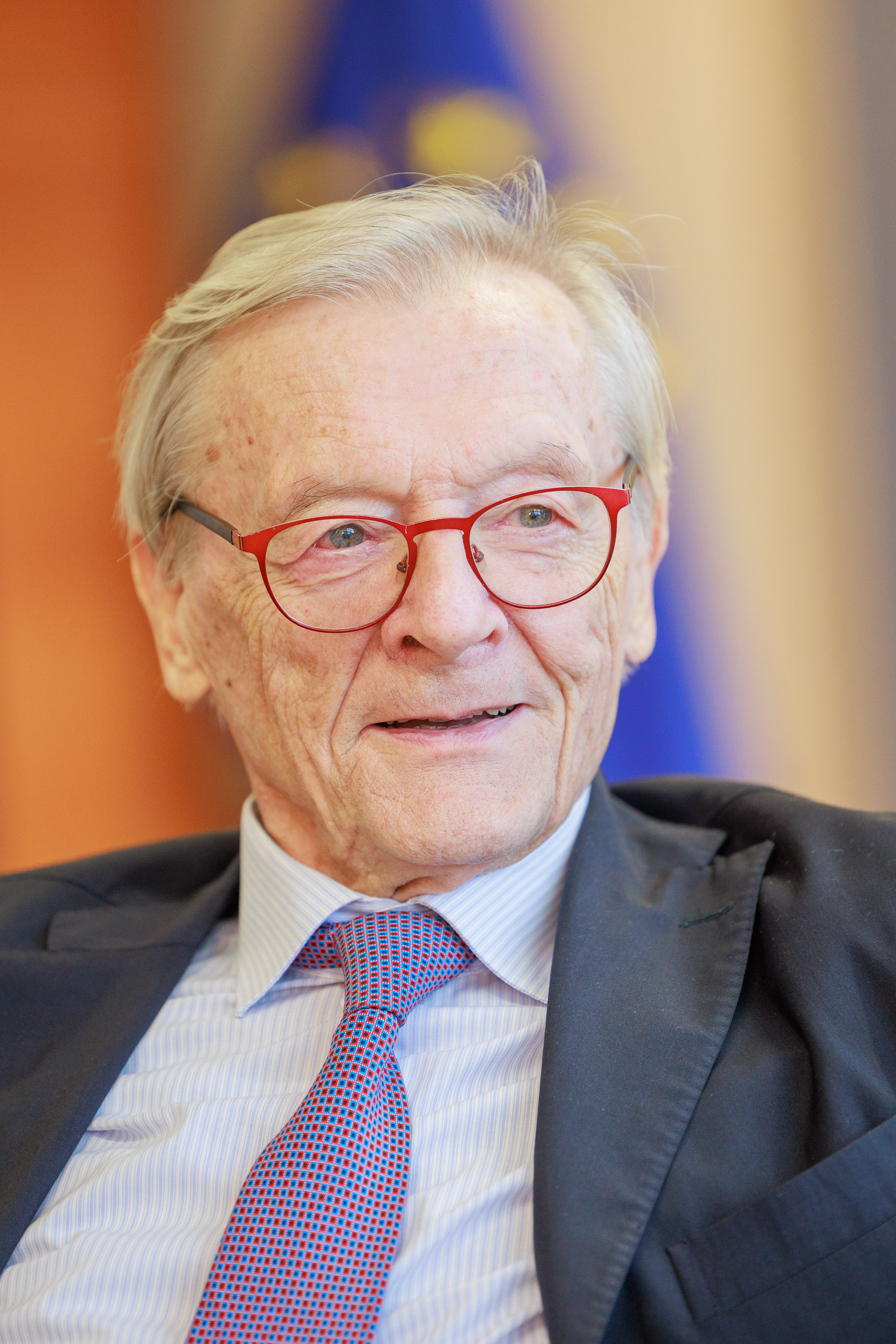
沃尔夫冈·许塞尔

沃尔夫冈·许塞尔（德語：Wolfgang Schüssel，1945年6月7日—）生于维也纳，奥地利人民党政治家。2000年－2007年出任奥地利总理。

## 生平
许塞尔是维也纳大学法律系毕业，博士学位。1995年任奥地利人民党主席。1989年起先后担任联邦经济部长、联邦副总理兼外交部长。
1999年大選，人民黨及自由黨取得最多議席，因此人民黨結束和社民黨半個世紀以來的聯合執政局面，與自由黨合作，因此短暫受到歐盟經濟及外交制裁。2002年大選，人民黨重新取得最多議席，主導聯合政府至2007年。
| 前任： 埃哈德·布塞克 | 奥地利副总理 1995年-2000年   | 繼任： 苏珊·里斯-帕瑟         |
| 前任： 阿洛伊斯·莫克 | 奥地利外交部长 1995年-2000年 | 繼任： 贝妮塔·费雷罗-瓦尔德纳 |
| 前任： 维克托·克利马 | 奥地利总理 2000年-2007年     | 繼任： 阿尔弗雷德·古森鲍尔    |